# Landschaftsteile im Raum Waldenburg
Landschaftsteile im Raum Waldenburg ist ein Landschaftsschutzgebiet im Hohenlohekreis in Baden-Württemberg.

## Lage und Beschreibung
Das rund 825 Hektar große Landschaftsschutzgebiet besteht aus drei Teilgebieten und liegt nördlich, südlich und östlich der Stadt Waldenburg. Im Osten erstreckt es sich bis zum Kupferzeller Ortsteil Beltersrot. Es entstand durch Verordnung des Landratsamts Hohenlohekreis vom 16. Oktober 1992. Gleichzeitig trat die Verordnung des ehemaligen Landratsamts Öhringen vom 10. Dezember 1969 zum Schutz von Landschaftsteilen im Raum Waldenburg außer Kraft.
Das Schutzgebiet gehört zu den Naturräumen 108-Schwäbisch-Fränkische Waldberge und 127-Hohenloher-Haller-Ebene innerhalb der naturräumlichen Haupteinheiten 10-Schwäbisches Keuper-Lias-Land und 12-Neckar- und Tauber-Gäuplatten.

## Schutzzweck
Wesentlicher Schutzzweck ist laut Schutzgebietsverordnung die Erhaltung und Sicherung umfangreicher Teile der Hochfläche um Waldenburg und Goldbach, der Keuperstufe der Waldenburger Berge mit ihrem Hangfußbereich und Vorfeld mit ihren typischen Landschaftsteilen und Vegetationsbeständen sowie die Erhaltung ökologisch überaus wertvoller Verzahnungen zwischen Wäldern und bachdurchflossenen Wiesentälern und Stauteichen, zwischen Waldrändern, Hang- und Streuobstwiesen, Quellen, Klingen, Bächen, Hecken, Feldgehölzen und Rainen bis hin zur intensiv genutzten Ebene Hohenlohes.
Schutzzweck ist außerdem die Sicherung vielfältiger und eindrucksvoller Landschaftsbilder, die im Bereich der Hochfläche und der Abhänge des Keuperschichtstoßes auf dem Mosaik verschiedenartiger Landschaftsteile, vielartiger Landschaftselemente und deren Nutzung beruhen, nachhaltig unterstrichen von der Reliefstärke des Gebietes und die Erhaltung und Sicherung eines wertvollen und weithin bekannten Wandergebietes für die ruhige Erholung, für Naturerlebnis und -beobachtung.